# 恋愛寫眞
『恋愛寫眞』（れんあいしゃしん）は、2003年6月14日に公開された日本映画。
正式名称は『恋愛寫眞 Collage of our Life』。監督は堤幸彦。

## 概要
東京とニューヨークを舞台としたラブストーリー。写真が映画のテーマとなっており、主人公の誠人や静流が写真を撮影するシーンや写真が多数登場する。タイトルの「寫眞」は映画を意味する言葉（旧語）でもある。ただし「恋愛写真」を旧字体で書くと「戀愛寫眞」となるが、この映画のタイトルでは新字体の「恋」が使われている。
本作とコラボレーションの形で、市川拓司によって執筆された小説が『恋愛寫眞 もうひとつの物語』である。映画と小説は、東京とニューヨークという物語の舞台、主人公二人の名前、二人が写真を撮る、という設定は共有しているが、人物の造型、エピソードの展開、物語の結末などは、まったく異なっている。この小説は『ただ、君を愛してる』の題名で、玉木宏、宮崎あおいの主演によって映画化され、2006年10月28日に公開された。
この作品は東急文化会館5階の渋谷東急で上映された最後の映画となった（次作『デッドコースター』からは渋谷クロスタワー2階に移転している）。

## あらすじ
三流の仕事で食いつなぐ売れないカメラマンの瀬川誠人（松田龍平）。そんな誠人の元に、死んだはずの元恋人・里中静流（広末涼子）からニューヨークの消印で手紙が届く。彼女はニューヨークで死んだと言われており、届くはずのない物だった。
3年前、2人は一緒に暮らしていて、誠人の影響で静流もカメラを持つようになった。ふとした哀しいきっかけで別れてしまった2人だが、静流は今でも忘れられないほど誠人の心に鮮烈な印象を残していた。誠人は彼女を探しにニューヨークへと旅立つ。
広いニューヨーク。静流が送ってきた写真の中の風景だけを手がかりに、誠人は歩き回る。旅の途中、牧師のカシアス、静流の友達でダンサー志望のアヤ（小池栄子）に出会い、彼らの力を借りて次第に静流の影に近づいていく。しかし、行く手には思いがけない真実が待っていた。
アヤは、静流が計画していた個展について誠人に語った。だが、個展開催には作品が足りない。静流の見た風景を追体験して写真を撮る誠人。個展は成功したが、やはり静流は死んでいた。アヤが殺したのだ。他人の成功を認めず、誠人をも殺そうとするアヤ。生き延びた誠人は里中静流と名乗り、心に適う作品を撮る写真家となるのだった。

## キャスト
- 里中静流 - 広末涼子
- 瀬川誠人 - 松田龍平
- アヤ - 小池栄子
- カシアス - ドミニク・マーカス
- 白浜 - 山崎樹範
- みゆき - 西山繭子
- 関口 - 高橋一生
- キャンパスで殴られるモテ男 - 原田篤
- 医師 - 佐藤二朗
- 市山教授 - 江藤漢斉
- コインランドリーの女 - 岡本麗
- 社長 - 大杉漣

## スタッフ
- 監督：堤幸彦
- プロデューサー：植田博樹、田沢連二、原克子、市山竜次
- 脚本：緒川薫
- 音楽：見岳章、武内享
- フォトグラファー：斉藤清貴
- 照明：上妻敏厚
- 編集：伊藤伸行
- VFX：原田大三郎
- 録音：田中靖志
- 撮影：唐沢悟
- 美術：佐々木尚
- 製作協力：オフィスクレッシェンド
- 製作：松竹、TBS、衛星劇場、小学館、カルチュア・パブリッシャーズ
- 配給：松竹

## 主題歌
- 山下達郎「2000トンの雨 (Movie End Title)」